# Егарское викариатство
Е́гарское (Э́герское) викариа́тство — титулярное викариатство Сербской православной церкви.
Он носит название старой Егарской епархии с центром в городе Эгер (серб. Јегра), которая была самой северной православной сербской епархией во времена Печского патриархата. Епархия была упразднена в 1713 году, а её территория была присоединена к Бачской епархии, епископ которой носил титул «Бачксий, Сегедский и Егарский».
В новейшей истории, 14 мая 1999 года, Священный архиерейский синод Сербской православной церкви избрал Порфирия (Перича) епископом Егарским, викарным епископом Бачкой епархии. Пятнадцать лет спустя, 24 мая 2014 года, синод избрал епископа Егарского Порфирия (Перича) митрополитом Загребско-Люблянским, а новым епископом Егарским он избрал архимандрита Иеронима (Мочевича). Епископ Иероним скончался 24 ноября 2016 года. В мае 2022 года епископом Егарским избран Нектарий (Самарджич).

## Епископы
- 13 июня 1999 — 26 мая 2014 — Порфирий (Перич)
- 28 сентября 2014 — 24 ноября 2016 — Иероним (Мочевич)
- с 27 ноября 2022 — Нектарий (Самарджич)